# Dhamdha
Dhamdha là một thị xã và là một nagar panchayat của quận Durg thuộc bang Chhattisgarh, Ấn Độ.

## Nhân khẩu
Theo điều tra dân số năm 2001 của Ấn Độ, Dhamdha có dân số 8574 người. Phái nam chiếm 50% tổng số dân và phái nữ chiếm 50%. Dhamdha có tỷ lệ 62% biết đọc biết viết, cao hơn tỷ lệ trung bình toàn quốc là 59,5%: tỷ lệ cho phái nam là 72%, và tỷ lệ cho phái nữ là 51%. Tại Dhamdha, 15% dân số nhỏ hơn 6 tuổi.